# Liste der Bodendenkmäler in Traunreut
Auf dieser Seite sind die Bodendenkmäler in der oberbayerischen Stadt Traunreut zusammengestellt. Diese Tabelle ist eine Teilliste der Liste der Bodendenkmäler in Bayern. Grundlage ist die Bayerische Denkmalliste, die auf Basis des Bayerischen Denkmalschutzgesetzes vom 1. Oktober 1973 erstmals erstellt wurde und seither durch das Bayerische Landesamt für Denkmalpflege geführt wird. Die folgenden Angaben ersetzen nicht die rechtsverbindliche Auskunft der Denkmalschutzbehörde.

## Bodendenkmäler der Stadt Traunreut

### Bodendenkmäler in der Gemarkung Haßmoning
| Lage                 | Objekt | Akten-Nr.     | Bild |
| -------------------- | --- | ------------- | ---- |
| Haßmoning (Standort) | Reihengräberfeld des frühen Mittelalters. Siehe auch: Reihengrab, Mittelalter | D-1-8041-0074 |      |
| Haßmoning (Standort) | Körpergräber des Endneolithikums (Glockenbecherkultur) oder der frühen Bronzezeit sowie des frühen Mittelalters. Siehe auch: Körpergrab, neolithikum, Glockenbecherkultur, Bronzezeit | D-1-8041-0075 |      |
| Haßmoning (Standort) | Siedlung der Bronzezeit. | D-1-8041-0076 |      |
| Haßmoning (Standort) | Untertägige mittelalterliche und frühneuzeitliche Befunde im Bereich der Katholischen Filialkirche St. Johannes Baptist in Irsing.                                                    | D-1-8041-0239 |      |

### Bodendenkmäler in der Gemarkung Kammer
| Lage              | Objekt                                        | Akten-Nr.     | Bild |
| ----------------- | --------------------------------------------- | ------------- | ---- |
| Kammer (Standort) | Grabhügel mit Bestattungen der Hallstattzeit. | D-1-8041-0093 |      |

### Bodendenkmäler in der Gemarkung Matzing
| Lage                                              | Objekt | Akten-Nr.     | Bild           |
| ------------------------------------------------- | --- | ------------- | -------------- |
| Matzing (Standort)                                | Grabhügel vorgeschichtlicher Zeitstellung. | D-1-8041-0081 |                |
| Matzing Schloßstraße 4; Schloßstraße 6 (Standort) | Untertägige spätmittelalterliche und frühneuzeitliche Befunde im Bereich von Schloss Pertenstein und seiner Vorgängerbauten mit zugehörigem Wirtschaftshof. Siehe auch: Schloss Pertenstein | D-1-8041-0249 | weitere Bilder |

### Bodendenkmäler in der Gemarkung Palling
| Lage               | Objekt                                                           | Akten-Nr.     | Bild |
| ------------------ | ---------------------------------------------------------------- | ------------- | ---- |
| Palling (Standort) | Grabhügel vorgeschichtlicher Zeitstellung. Siehe auch: Hügelgrab | D-1-8041-0065 |      |

### Bodendenkmäler in der Gemarkung Stein a.d.Traun
| Lage                                    | Objekt | Akten-Nr.     | Bild                                                      |
| --------------------------------------- | --- | ------------- | --------------------------------------------------------- |
| Stein a.d.Traun Schloßhof (Standort)    | Untertägige mittelalterliche und frühneuzeitliche Befunde im Bereich von Schloss Stein a. d. Traun und seiner Vorgängerbauten mit Abschnittsbefestigung und Hochschloss des hohen Mittelalters, Höhlenburg, Unterschloss und Schlosskapelle des späten Mittelalters sowie Gartenanlagen, Schlossökonomie und Eremitenklausen der frühen Neuzeit. Siehe auch: neuzeit, Schloss Stein an der Traun | D-1-8041-0083 | weitere Bilder                                            |
| Stein a.d.Traun (Standort)              | Grabhügel mit Bestattungen der Hallstattzeit und der frühen Latènezeit. Siehe auch: Hallstattzeit, Latènezeit | D-1-8041-0084 |                                                           |
| Stein a.d.Traun (Standort)              | Körpergräber des frühen Mittelalters. | D-1-8041-0088 |                                                           |
| Stein a.d.Traun (Standort)              | Reihengräberfeld des frühen Mittelalters. | D-1-8041-0091 |                                                           |
| Stein a.d.Traun (Standort)              | Körpergräber des frühen Mittelalters. | D-1-8041-0092 |                                                           |
| Stein a.d.Traun Kirchplatz 1 (Standort) | Untertägige mittelalterliche und frühneuzeitliche Befunde im Bereich der Katholischen Pfarrkirche St. Georg in Sankt Georgen und ihrer Vorgängerbauten. | D-1-8041-0253 | Untertägige mittelalterliche und frühneuzeitliche Befunde |

### Bodendenkmäler in der Gemarkung Traunwalchen
| Lage                                        | Objekt | Akten-Nr.     | Bild           |
| ------------------------------------------- | --- | ------------- | -------------- |
| Traunwalchen (Standort)                     | Körpergräber des frühen Mittelalters. | D-1-8041-0094 |                |
| Traunwalchen Pfarrhofstraße 1 (Standort)    | Untertägige mittelalterliche und frühneuzeitliche Befunde im Bereich der Katholischen Pfarrkirche Mariä Geburt in Traunwalchen und ihrer Vorgängerbauten. Siehe auch: Traunwalchen | D-1-8041-0230 | weitere Bilder |
| Traunwalchen (Standort)                     | Untertägige spätmittelalterliche und frühneuzeitliche Befunde im Bereich der Katholischen Kirche St. Magdalena in Kirchstätt und ihres Vorgängerbaus.                              | D-1-8041-0241 | weitere Bilder |
| Traunwalchen Frauenbrunnstraße 3 (Standort) | Untertägige frühneuzeitliche Befunde im Bereich der Katholischen Wallfahrtskapelle Frauenbrunn in Traunwalchen und ihres Vorgängerbaus. Siehe auch: Frauenbrunn-Kapelle            | D-1-8041-0256 | weitere Bilder |